# Плестен-ле-Грев (кантон)
Плесте́н-ле-Грев (фр. Plestin-les-Grèves) — кантон во Франции, находится в регионе Бретань, департамент Кот-д’Армор. Входит в состав округа Ланьон.

## История
До 2015 года в состав кантона входили коммуны:
| Коммуна            | Население, чел. (1999) | Почтовый индекс | Код INSEE |
| ------------------ | ---------------------- | --------------- | --------- |
| Ланвеллек          | 537                    | 22420           | 22119     |
| Плестен-ле-Грев    | 3415                   | 22310           | 22194     |
| Плузеламбр         | 217                    | 22420           | 22235     |
| Плумильо           | 2173                   | 22300           | 22226     |
| Плюфюр             | 518                    | 22310           | 22238     |
| Сен-Мишель-ан-Грев | 399                    | 22300           | 22319     |
| Тредрес-Локкемо    | 1250                   | 22300           | 22349     |
| Тредюдер           | 163                    | 22310           | 22350     |
| Тремель            | 393                    | 22310           | 22366     |

В результате реформы 2015 года состав кантона был изменен. В него вошли отдельные коммуны кантона Ланьон и упраздненного кантона Плуаре.

## Состав кантона с 22 марта 2015 года
В состав кантона входят коммуны (население по данным Национального института статистики за 2019 г.):
- Ланвеллек (591 чел.)
- Ле-Вьё-Марше (1 285 чел.)
- Логиви-Плуграс (813 чел.)
- Плестен-ле-Грев (3 620 чел.)
- Плуаре (2 176 чел.)
- Плубер (3 687 чел.)
- Плуграс (408 чел.)
- Плузеламбр (237 чел.)
- Плумильо (2 464 чел.)
- Плуневе-Моэдек (1 462 чел.)
- Плунерен (776 чел.)
- Плюфюр  (531 чел.)
- Сен-Мишель-ан-Грев (456 чел.)
- Трегром (416 чел.)
- Тредрес-Локкемо (1 449 чел.)
- Тредюдер (195 чел.)
- Тремель (405 чел.)

## Население
Население кантона на 2006 год составляло 9 803 человека.
| 1962  | 1968  | 1975  | 1982  | 1990  | 1999  | 2006  | 2012   | 2016   |
| ----- | ----- | ----- | ----- | ----- | ----- | ----- | ------ | ------ |
| 8 351 | 8 188 | 8 177 | 8 746 | 8 873 | 9 065 | 9 803 | 10 026 | 20 950 |

## Политика
На президентских выборах 2022 г. жители кантона отдали в 1-м туре Эмманюэлю Макрону 25,2 % голосов против 24,0 % у Жана-Люка Меланшона и 22,0 % у Марин Ле Пен; во 2-м туре в кантоне победил Макрон, получивший 59,3 % голосов. (2017 год. 1 тур: Жан-Люк Меланшон – 25,2 %, Эмманюэль Макрон – 23,9 %, Марин Ле Пен – 16,9 %, Франсуа Фийон – 15,1 %; 2 тур: Макрон – 71,0 %. 2012 год. 1 тур: Франсуа Олланд — 34,3 %, Николя Саркози — 19,4 %, Жан-Люк Меланшон — 17,0 %; 2 тур: Олланд — 66,3 %).
С 2021 года кантон в Совете департамента Кот-д’Армор представляют мэр коммуны Плузеламбр Андре Коэн (André Coënt) (Социалистическая партия) и член совета коммуны Плуаре Надин Саллу-Ле Ген (Nadine Sallou-Le Guen) (Разные левые).
|                | Кандидаты                     | Партия                   | Первый тур | Первый тур     | Второй тур | Второй тур |
| Кол-во голосов | Кандидаты                     | Партия                   | % голосов  | Кол-во голосов | % голосов  |            |
| -------------- | ----------------------------- | ------------------------ | ---------- | -------------- | ---------- | ---------- |
|                | Андре Коэн Надин Саллу-Ле Ген | Разные левые             | 2 636      | 38,40          | 4 001      | 60,47      |
|                | Клер Броссо Филипп Прижан     | Разные правые            | 1 739      | 25,34          | 2 616      | 39,53      |
|                | Ив-Мари Ле Ле Мариэль Леметр  | Непокоренная Франция     | 1 364      | 19,87          |            |            |
|                | Линда Лемир Ронан Друа        | Национальное объединение | 1 125      | 16,39          |            |            |

|                | Кандидаты                           | Партия             | Первый тур | Первый тур     | Второй тур | Второй тур |
| Кол-во голосов | Кандидаты                           | Партия             | % голосов  | Кол-во голосов | % голосов  |            |
| -------------- | ----------------------------------- | ------------------ | ---------- | -------------- | ---------- | ---------- |
|                | Андре Коэн Клодин Ле Бастар         | Левый блок         | 3 469      | 36,74          | 4 612      | 52,28      |
|                | Эдвига Керборью Жан-Франсуа Ле Галь | Разные правые      | 2 418      | 25,61          | 4 209      | 47,72      |
|                | Брижитт Гуран Жерар Келен           | Разные левые       | 1 955      | 20,70          |            |            |
|                | Мария Брьян Паскаль Лекоссуа        | Национальный фронт | 1 601      | 16,95          |            |            |